# Sisqó
Sisqó (nacido como Mark Althavan Andrews en Baltimore, Maryland el 9 de noviembre de 1978) es un cantante estadounidense de R&B y actor. Es más conocido por ser el líder vocal del grupo Dru Hill, y por su éxito en solitario "Thong Song" de su primer álbum Unleash the Dragon, todo un éxito internacional.

## Biografía

### Primeros años
Nacido y crecido en Baltimore, Sisqó conoció a su futuro compañero de grupo James "Woody" Green en la escuela. Ambos serían más tarde reclutados por Tamir "Nokio" Ruffin para formar parte de Dru Hill, nombrado así por el Druid Hill Park en Baltimore. Larry "Jazz" Anthony pronto sería también añadido al grupo.
Grabando dos álbumes platinos y un gran número de sencillos exitosos, Dru Hill fue uno de los grupos de R&B de más éxito de la década de los 90, gracias en gran parte a Sisqó. Entre los primeros álbumes de Dru Hill, Sisqó escribió los primeros dos singles de Mya, y apareció en el primero, "It's All About Me".

## Carrera en solitario
Después de que Woody abandonara el grupo en 1999 para dar comienzo a su carrera en solitario, tres miembros de Dru Hill decidieron hacer lo mismo. Sisqó fue junto con Woody el único miembro en lanzar su álbum debut en solitario (el de Jazz fue aplazado y Nokio nunca lo finalizó). El primer álbum de Sisqó, Unleash the Dragon, fue lanzado en noviembre de 1999 por Def Soul Records. El álbum comenzó vendiendo moderadamente, pero en febrero de 2000 con el lanzamiento del sencillo "Thong Song" las ventas se dispararon. "Thong Song" fue #3 en la lista Billboard Hot 100, mientras que el siguiente sencillo, "Incomplete", fue #1.
Los conflictos dentro del grupo impidieron a Dru Hill reunirse de nuevo como estaba planeado para finales de 2000, y Sisqó comenzó a grabar su segundo álbum en solitario, que fue liberado en junio de 2001 bajo el nombre de Return of Dragon. El álbum fue platino y en él se incluían los sencillos "Can I Live" y "Dance With Me", de poco éxito. En 2002, regresó con Dru Hill para la grabación del tercer álbum en grupo.

## Vida personal
- Sisqó tiene una hija, Shaione, con su novia del instituto.

## Discografía en solitario

### Álbumes
- 1999: Unleash the Dragon
- 2001: Return of Dragon
- 2010: Dragon Music

### DVD
- 2000: Sisqo: The Thong Song Uncensored
- 2001: Sisqo: 24 Hours with Sisqo

### Singles
- 1998: "It's All About Me" (Mya con Sisqó) (US #6)
- 1999: "Got to Get It" con Make It Hot (US #9) (UK
- 2000: "Thong Song" (US #3) (UK #1)
- 2000: "Unleash the Dragon" (con Beanie Sigel) (UK #6)
- 2000: "What These Bitches Want" (DMX con Sisqó) (US #9)
- 2000: "Incomplete" (US #1) (UK #3)
- 2000: "How Many Licks" (Lil' Kim con Sisqó) (US #5)
- 2001: "Can I Live" (con Dragon Family)
- 2001: "Dance For Me" (UK #6)
- 2006: "Who's Ya Daddy"

## Filmografía
- 2001: Get Over It
- 2002: Snow Dogs
- 2003: Pieces of April
- 2006: Surf School